# Seleção Inglesa de Rugby League
A Seleção Inglesa de Rugby League é a equipe que representa a Inglaterra no rugby league mundial.

## História

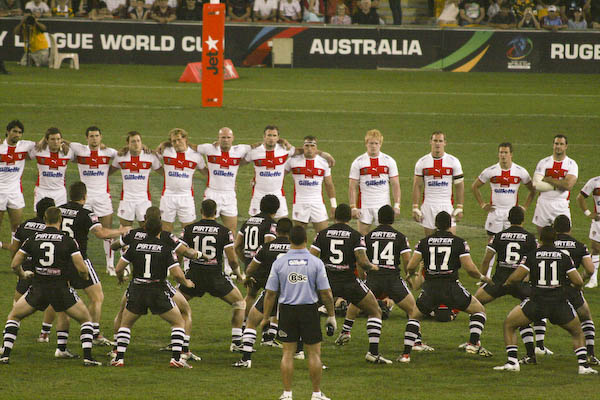
A Inglaterra na Copa do Mundo de Rugby League de 2008, antes de jogo contra a futura campeã Nova Zelândia.

O esporte surgiu no norte inglês, onde, nas regiões de Lancashire, Yorkshire, Humber e Cumbria, é mais popular que o rugby union, do qual é derivado.Os ingleses têm um dos dois grandes campeonatos de clubes do mundo na modalidade (o outro é o australiano), a Super League, que ocasionalmente tem representantes também de Gales e França.
Os ingleses já foram três vezes campeões da Copa do Mundo de Rugby League, mas competindo pela Grã-Bretanha, basicamente formada por eles. A primeira aparição de uma seleção própria da Inglaterra no mundial deu-se no de 1975, quando os organizadores resolveram usar Inglaterra e também o País de Gales no lugar da Grã-Bretanha. O formato acabou não agradando na época e a seleção inglesa (e a galesa) só voltou a participar do torneio a partir da edição de 1995. O fullback Jason Robinson participou desta, em que os ingleses foram vice-campeões. Ao ser campeão da Copa do Mundo de Rugby Union de 2003 pela seleção inglesa deste esporte, tornou-se o primeiro finalista das duas Copas de rugby.
A Inglaterra é uma das poucas seleções, ao lado da neozelandesa, que consegue fazer frente à mais forte da modalidade, a da Austrália.As três travavam anualmente um torneio chamado Três Nações, que em 2009 foi ampliado para Quatro.